# John Zaffis
John Zaffis (Connecticut, 18 dicembre 1955) è un conduttore televisivo, demonologo e ricercatore del paranormale statunitense.
È il conduttore della serie televisiva reality Haunted Collector - Il collezionista dell'occulto del canale Syfy e direttore della Paranormal and Demonology Research Society of New England che ha fondato nel 1998.

## Vita privata
Zaffis ha oltre 40 anni di esperienza come investigatore del paranormale. Zaffis ha ammesso che inizialmente era molto scettico circa l'esistenza dei fantasmi fino a quando un mercoledì sera di quando aveva sedici anni vide un'apparizione trasparente ai piedi del suo letto che scuoteva la testa avanti e indietro. Quando raccontò a sua madre dell'accaduto, Zaffis apprese che suo nonno, quando era vivo, scuoteva sempre la testa in quel modo quando era arrabbiato per qualcosa. Pochi giorni dopo, la nonna di Zaffis, la quale viveva con lui, morì. Questo fatto ha suscitato in lui un interesse per il paranormale e lo portò a parlare con esperti in questo campo e a leggere molto sul paranormale. Zaffis trascorse i suoi primi anni di studio con i suoi zii Ed e Lorraine Warren, esperti demonologi. Ciò che ha imparato da sua zia e suo zio superava i suoi interessi originali in fantasmi e case infestate. Zaffis si è interessato alla demonologia in giovane età, cosa che lo ha portato ad essere coinvolto in casi di possessione ed esorcismi ed a lavorare con importanti esorcisti. Ha studiato il lavoro di preti Cattolici, monaci, buddisti, rabbini e ministri protestanti. Zaffis ha anche assistito famosi esorcisti come il vescovo Robert McKenna, Malachi Martin, e il Reverendo Jun.